# نفرتكاو الثانية
كانت نفرتكاو الثانية سيدة مصرية قديمة نبيلة، زوجة الأمير خوفوخعف الأول، ابن الملك خوفو.
كان لدى نفرتكاو وخوفوخعف العديد من الأطفال، من بينهم ولدان اسمهما وتكا وإيونكا، بالإضافة إلى ابنة لم يذكر اسمها. يظهر الأبناء وتكا وإوينكا في قبر خوفو خاف ونفرتكاو يقدمون ورق البردى. كلاهما حصل على لقب ابن الملك. تظهر ابنة مجهولة الاسم خلف والديها الجالسين في القاعة الداخلية بالمصطبة.  من المحتمل أن يكون مسؤولاً يُدعى خوفوخعف الثاني هو الابن الثالث لخوفوخعف الأول ونفرتكاو.

## المقبرة
دفنت نفرتكاو في G 7130 في الجيزة وتقع في الحقل الشرقي الذي هو جزء من جبانة الجيزة. كان القبر جزءًا من مصطبة مزدوجة بنيت لنفرتكاو وزوجها خوفوخعف الأول. وفقًا لـ ريزنر، بدأ بناء القبر في السنة 17-24 من حكم خوفو.
تم تصوير نفرتكاو في القاعة والقاعة الداخلية للمصطبة. تبقى أجزاء من النقوش تظهر خوفوخعف الأول قد تم تصويره عدة مرات في مصلاها. ابنها وتكا مصور على الأقل مرة واحدة.
دفنت نفرتكاو في البئر G 7130 B. احتوى البئر على أجزاء من تابوت من الجرانيت الأحمر. تم إعادة استخدام حجرة الدفن في العصر البطلمي. عند التنقيب، تم العثور على بئر يؤدي إلى معبد إيزيس القريب وتم العثور على تماثيل شوابتي متطفلة على الأرض.